# Vela na Universíada de Verão de 2011
A vela na Universíada de Verão de 2011 foi disputada na Baía das Sete Estrelas e na Base Marítima e Escola de Esportes Naúticos de Shenzhen na China entre 16 e 21 de agosto de 2011.

## Homens
| Evento | Ouro                                    | Prata                                  | Bronze                                    |
| 470    | Rússia · Vladimir Čaus · Denis Gribanov | Brasil · Fábio Silva · Gustavo Thiesen | Japão · Erika Tokushige · Jumpei Hokazono |
| RS:X   | China · Fang Zhennan ·                  | Polónia · Łukasz Grodzicki ·           | Coreia do Sul Lee Tae-Hoon                |
| Laser  | Croácia · Danijel Mihelić ·             | Alemanha · Malte Kamrath ·             | Rússia · Sergej Komissarov ·              |

## Mulheres
| Evento | Ouro                       | Prata                            | Bronze                          |
| RS:X   | China · Chen Peina ·       | Japão · Megumi Komine ·          | Polónia · Małgorzata Białecka · |
| Laser  | China · Zhang Dongshuang · | Singapura Victoria Jing Hua Chan | Rússia · Evgenija Kuznecova ·   |

## Equipe
| Evento | Ouro                                                                          | Prata                                                                         | Bronze                                                               |
| T293   | China · Xie Lidiao · Chen Zhiwei                                              | China · Wu Shifu · Lina Chen                                                  | Japão · Megumi Izedo · Jun Ogawa                                     |
| Laser  | Estados Unidos · Colin Smith · Frederick Strammer · Elizabeth Barry           | Austrália · Alexandra Jane South · Tristan Brown · James Burnam               | França · Mathilde de Kerangat · Jules Ferrer · Antony Munos          |
| 470    | Rússia · Vladimir Čaus · Denis Gribanov · Alisa Kiriljuk · Ljudmila Dmitrieva | Estados Unidos · Perry Emsiek · Scott Furnary · Zeke Horowitz · Alyssa Aitken | Brasil · Gustavo Thiesen · Fábio Silva · Isabel Swan · Martine Grael |

## Quadro de medalhas
| Ordem | País               | Medalha de ouro | Medalha de prata | Medalha de bronze |    |
| ----- | ------------------ | --------------- | ---------------- | ----------------- | -- |
| 1     | CHN China          | 4               | 1                |                   | 5  |
| 2     | RUS Rússia         | 2               |                  | 2                 | 2  |
| 3     | USA Estados Unidos | 1               | 1                |                   | 2  |
| 4     | CRO Croácia        | 1               |                  |                   | 1  |
| 5     | JPN Japão          |                 | 1                | 2                 | 3  |
| 6     | BRA Brasil         |                 | 1                | 1                 | 2  |
|       | POL Polônia        |                 | 1                | 1                 | 2  |
| 8     | GER Alemanha       |                 | 1                |                   | 1  |
|       | AUS Austrália      |                 | 1                |                   | 1  |
|       | SIN Singapura      |                 | 1                |                   | 1  |
| 11    | FRA França         |                 |                  | 1                 | 1  |
|       | KOR Coreia do Sul  |                 |                  | 1                 | 1  |
| TOTAL | TOTAL              | 8               | 8                | 8                 | 24 |